# جوایز اتو
جایزه شخصیت تلویزیونی (اسلواکی: Osobnosť televíznej obrazovky) که معمولاً به اختصار «اُتو» نامیده می‌شود، یک نمایش جوایز اسلواکی است که شخصیت‌های عمومی و آثار فرهنگ عامه در این کشور را به رسمیت می‌شناسد. جوایز مبتنی بر نظرسنجی تلویزیونی که توسط آژانس تولید هنری (APA) در سال ۲۰۰۰ تأسیس شد، توسط مخاطبان عمومی به رأی گذاشته می‌شود. مراسم سالانهٔ تجلیل، به‌طور زنده توسط شبکه تلویزیونی ملی RTVS، معمولاً در ماه مارس، به‌طور زنده پخش می‌شود.
دسته‌بندی‌هایی که از آن زمان به‌طور منظم اعطا می‌شوند، شامل برنامه، بازیگر، بازیگر زن، خواننده مرد و زن، و همچنین دو جایزه ویژه هستند.